# Volta Mantovana
Volta Mantovana är en ort och kommun i provinsen Mantua i regionen Lombardiet i Italien. Kommunen hade 7 326 invånare (2018).